# Ingo Maurer

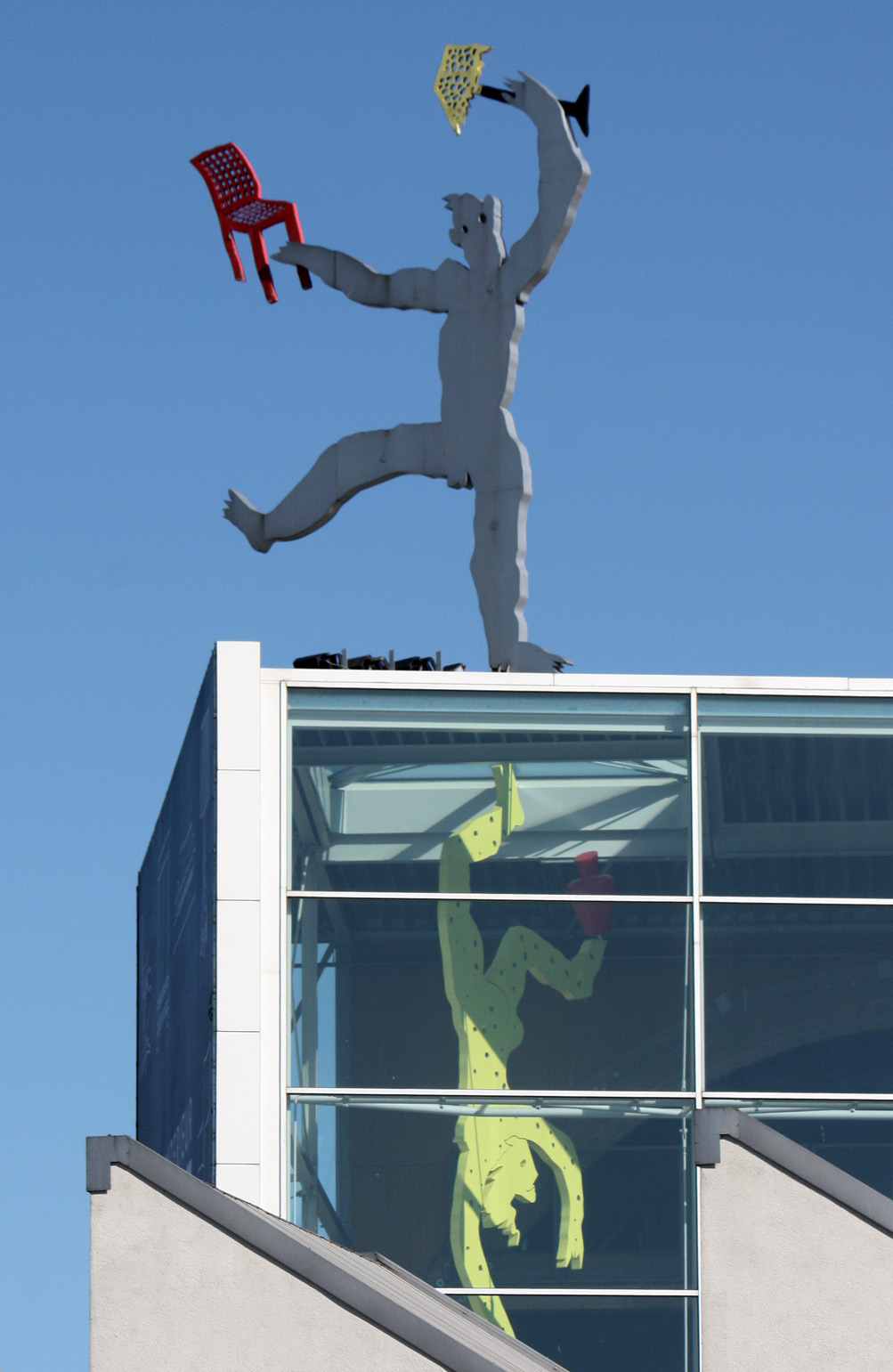
Kunstwerk zonder titel van Ingo Maurer in Groningen

Ingo Maurer (Reichenau, 12 mei 1932 - München, 21 oktober 2019) was een Duits industrieel ontwerper en uitvinder. Hij is vooral bekend geworden als lichtontwerper.

## Levensloop
Maurer werd geboren op  het eiland Reichenau in het Bodenmeer en groeide daar op als zoon van een visser en parttime uitvinder. Na de dood van zijn vader begon hij aan een opleiding tot letterzetter. Daarna volgde hij van 1954 tot 1958 nog een grafische opleiding in München.
In 1960 ging hij naar de Verenigde Staten, waar hij een jaar of drie als grafisch ontwerper werkte in New York en San Francisco. Terug in Beieren begon hij aan een ontwerpstudie. Hij richtte ook een lampenfabriek op, genaamd Design M, die uitgroeide tot op het laatst zo'n zestig medewerkers.

## Werk
Alhoewel hij was opgeleid tot typograaf heeft hij als geen andere ontwerper zo veel toewijding aan het ontwerpen van licht getoond. Maurer verklaarde zijn interesse voor lichtkunst als volgt: "Ik ben van kindsbeen af gefascineerd geweest door de gloeilamp. Die acht ik de perfecte belichaming van de samenkomst van nijverheid en poëzie." Hij ontwierp meer dan 120 verschillende in productie genomen lampen, lichtarmaturen en verlichtingssystemen. Hij is onder andere de uitvinder van het 12-volt gelijkstroom halogeen-verlichtingssysteem, waarbij lampjes tussen draden worden gespannen.
Maurer ontwierp lichtinstallaties voor een groot aantal gebouwen wereldwijd, o.a. voor het Atomium in Brussel, het Kruisherenhotel in Maastricht en diverse trein- en metrostations. Zijn lichtontwerpen zijn opgenomen in de collecties van o.a. het MoMa in New York en het Designmuseum in Londen.

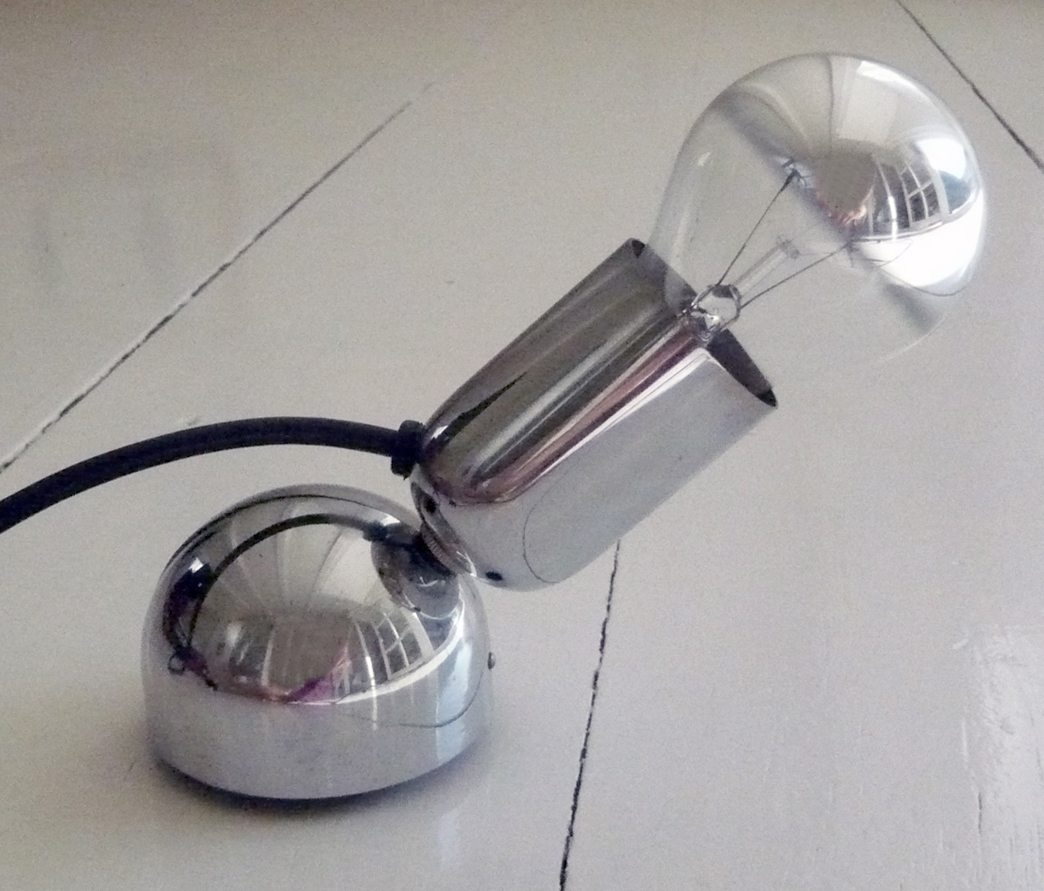
Pollux tafel- of wandlamp, 1967
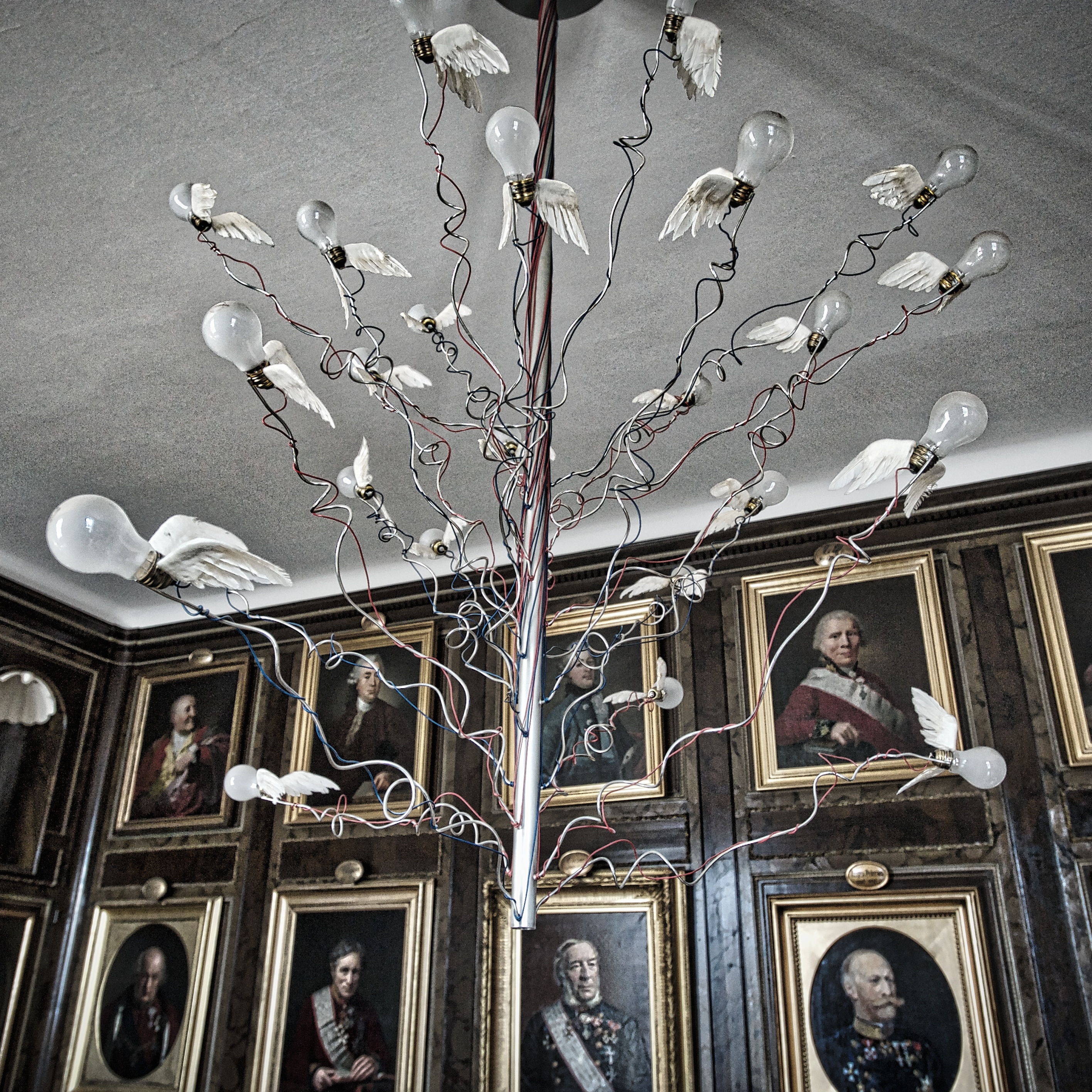
Politiehoofdbureau, Kopenhagen
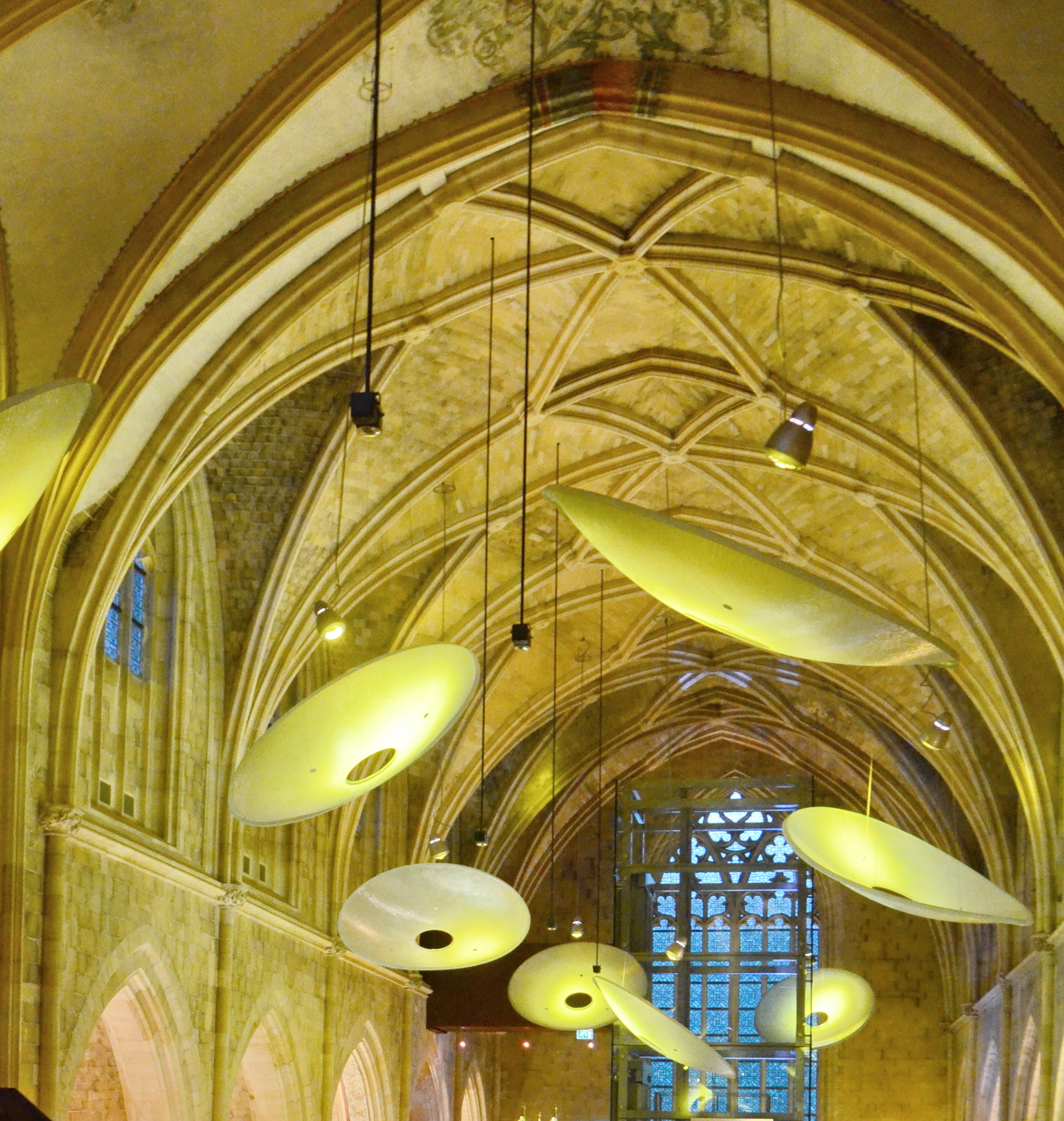
Kruisherenhotel, Maastricht
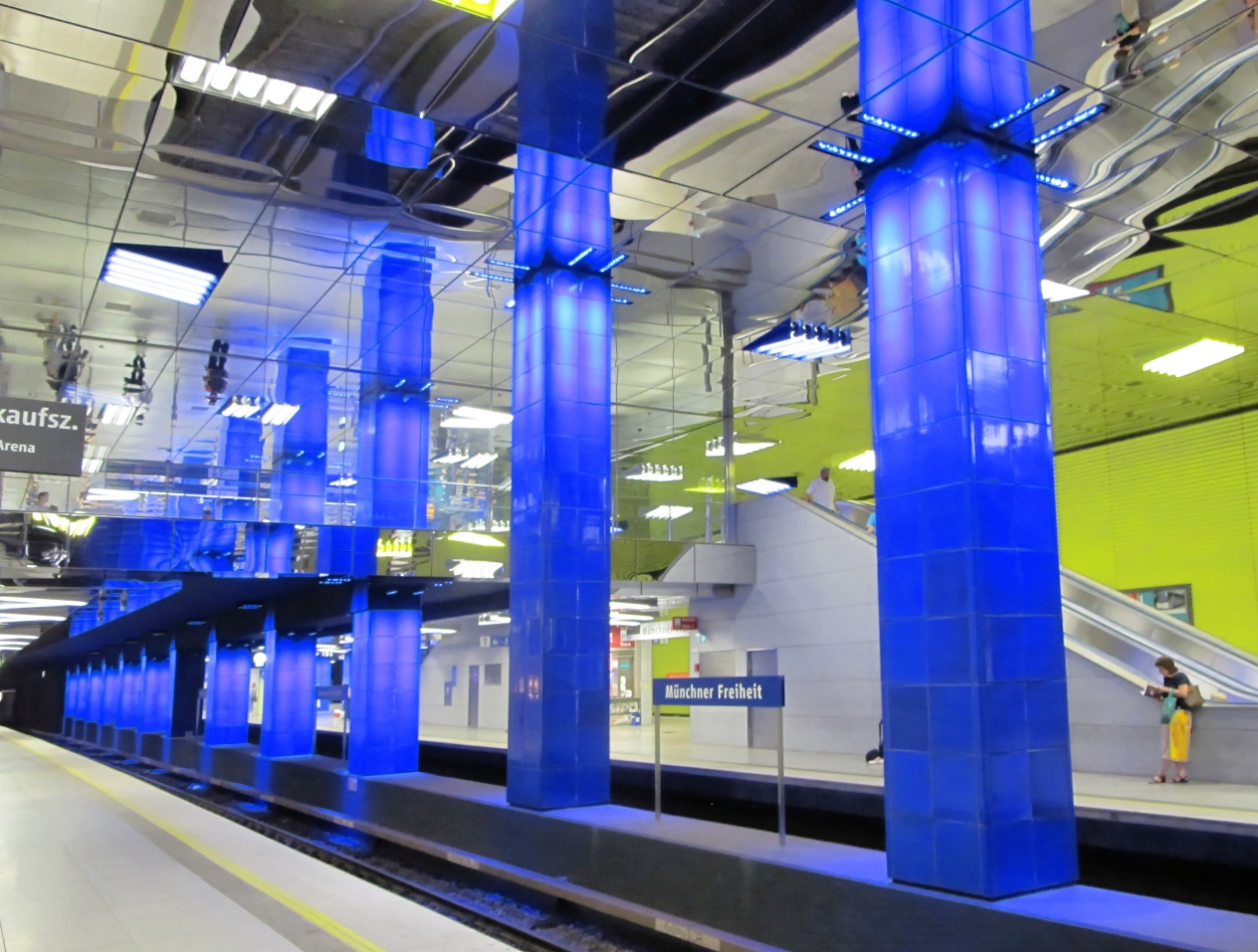
Metrostation Münchner Freiheit

## Publicaties
- Ingo Maurer, Ingo Maurer Now, tentoonstellingscatalogus 2015.

- Bibsys: 4075234
- Bibliothèque nationale de France: cb124968239 (data)
- Gemeinsame Normdatei: 119107635
- International Standard Name Identifier: 0000 0000 8368 1040
- Library of Congress Control Number: n93073790
- Nationale Bibliotheek van Tsjechië: xx0124915
- Nationale Bibliotheek van Israël: 987007509856705171
- Nederlandse Thesaurus van Auteursnamen: 144081156
- RKD-Nederlands Instituut voor Kunstgeschiedenis: 212365
- SNAC: w6b86brz
- Système universitaire de documentation: 077748263
- Union List of Artist Names: 500241277
- Virtual International Authority File: 29637240
- WorldCat: E39PBJmXMbRFTTCmfbb49QDKBP